# Myndigheten för psykologiskt försvar
Myndigheten för psykologiskt försvar (en català "Agència de Defensa Psicològica") és una agència governamental creada per les autoritats de Suècia amb la tasca de dirigir el treball de coordinació i desenvolupament de les activitats de les autoritats i altres actors de la defensa psicològica de Suècia. Té la seva seu a Karlsbad i una oficina a Solna. L'oficina estaria dirigida per Henrik Landerholm i tindria 45 empleats, que treballarien amb acadèmics, militars i mitjans de comunicació, per tal de donar suport a empreses i les diverses organitzacions del país. Entre les finalitats estarien lluitar contra la desinformació, especialment procedent de la Xina, Rússia i Iran. Així, l'agència es dedicaria a analitzar i respondre les "influències inapropiades" que poguessin contenir informacions enganyoses i nocives. Un informe de la Fundació Carnegie per la Pau Internacional indicà que la desinformació sobre la COVID-19 era un problema comú a Suècia.
El 18 de març de 2021, el Govern suec va decidir encarregar a un investigador especial per preparar i implementar la formació d'una nova "autoritat de defensa psicològica" que hauria de començar a operar l'1 de gener de 2022. No seria però fins al 15 d'octubre del mateix any que el Govern suec deciriai nomenar Henrik Landerholm com a director general de l'Agència a partir de l'1 de gener de 2022.
L'agència actuaria com a organisme administratiu de l'estat suec sota el Ministeri de Justícia suec i va entrar en funcionament a partir de 2022.
L'autoritat de defensa psicològica tindria la tasca de dirigir el treball de coordinació i desenvolupament de les activitats de les autoritats i altres actors de la defensa psicològica de Suècia. També contribuir directament a reforçar la resiliència de la població en matèria de defensa psicològica. L'autoritat tindrà aquestes tasques en pau, en cas d'una preparació més gran i, finalment, en cas de guerra.
Així se li assignaren les següents tasques:
- Identificar, analitzar i ser capaç de satisfer la influència d'informació indeguda i altra informació enganyosa dirigida a Suècia o interessos suecs.
- Donar suport a les empreses de mitjans en termes d'identificació, anàlisi i resposta d'influència d'informació indeguda en la mesura que se sol·liciti aquest suport.[6]